# Cyathea nigripes
Cyathea nigripes är en ormbunkeart som först beskrevs av Presl, och fick sitt nu gällande namn av D. Domin. Cyathea nigripes ingår i släktet Cyathea och familjen Cyatheaceae. Inga underarter finns listade.